# Аканфора (Напуљ)
Аканфора (итал. Acanfora) је насеље у Италији у округу Напуљ, региону Кампанија.
Према процени из 2011. у насељу је живело 64 становника. Насеље се налази на надморској висини од 18 м.